# وندرپامپ سالار
وندرپامپ سالار (انگلیسی: Vanderpump Rules) یک مجموعه تلویزیونی واقع‌نما آمریکایی است که از ۷ ژانویه ۲۰۱۳ از براوو پخش می‌شود. این مجموعه که اسپین آفی از مجموعه خانمان خانه واقعی بورلی هیلز است، تا کنون در ده فصل منتشر شده و بر لیسا وندرپامپ و کارکنان رستوران‌ها و بارهای وی در وست هالیوود، کالیفرنیا تمرکز دارد.